# مارتین اسکورسیزی بلوز تقدیم می‌کند: گشت‌وگذاری موسیقایی
| بررسی انتقادی | بررسی انتقادی |
| منبع          | رتبه‌بندی      |
| ------------- | ------------- |
| آل‌میوزیک      | 4.5/5 ستاره   |

مارتین اسکورسیزی بلوز تقدیم می‌کند: گشت‌وگذاری موسیقایی (انگلیسی: Martin Scorsese Presents the Blues: A Musical Journey) یک کلکسیون جعبه‌ای از آثار بلوز است که سال ۲۰۰۳ منتشر شد و دربرگیرندهٔ آثار به‌کاررفته در موسیقی متن سری مستند بلوز به تهیه‌کنندگی مارتین اسکورسیزی برای شبکه پی‌بی‌اس است.
این مجموعه که تقریباً شامل نمونه‌هایی از تمام زیرسبک‌های بلوز و هنرمندان برجسته آن از ابتدای تاریخ این موسیقی می‌شود، در سال ۲۰۰۴ برندهٔ جایزه گرمی بهترین آلبوم تاریخی سال و جایزه بهترین آلبوم‌نوشت‌ها شد. همان سال رتبه دوم جدول برترین آلبوم‌های بلوز بیلبورد را نیز از آنِ خود کرد.